# Gniezno-Gletscher
Der Gniezno-Gletscher (polnisch Lodowiec Gniezno) ist ein Gletscher in den Arctowski Mountains auf King George Island im Archipel der Südlichen Shetlandinseln. Er fließt zwischen Mount Hopeful und dem Nunatak Newcomer zum Polonia-Piedmont-Gletscher.
Polnische Wissenschaftler benannten ihn 1980 nach der ehemaligen polnischen Hauptstadt Gniezno.